# Bližanovské lípy
Bližanovské lípy byly památné stromy ve vesnici Bližanovy, severovýchodně od Plánice. Dvě lípy malolisté (Tilia cordata) rostly okolo kapličky na konci vesnice. Jejich kmeny měly obvod 366 a 531 cm, koruny dosahovaly shodně do výšky 28 m (měření 1998). Lípy byly chráněny od roku 1992 pro svůj vzrůst, věk, estetickou hodnotu a jako součást památky. Ochrana byla zrušena 11. července 2024.